# Barkerydssjöns naturreservat
Barkerydssjön är ett naturreservat i Barkeryds socken i Nässjö kommun i Småland (Jönköpings län).
Reservatet är skyddat sedan 2010 och omfattar 55 hektar. Det är beläget 10 km nordväst om Nässjö tätort vid Barkeryds kyrka och består av ett våtmarkskomplex som inkluderar Barkerydssjön.

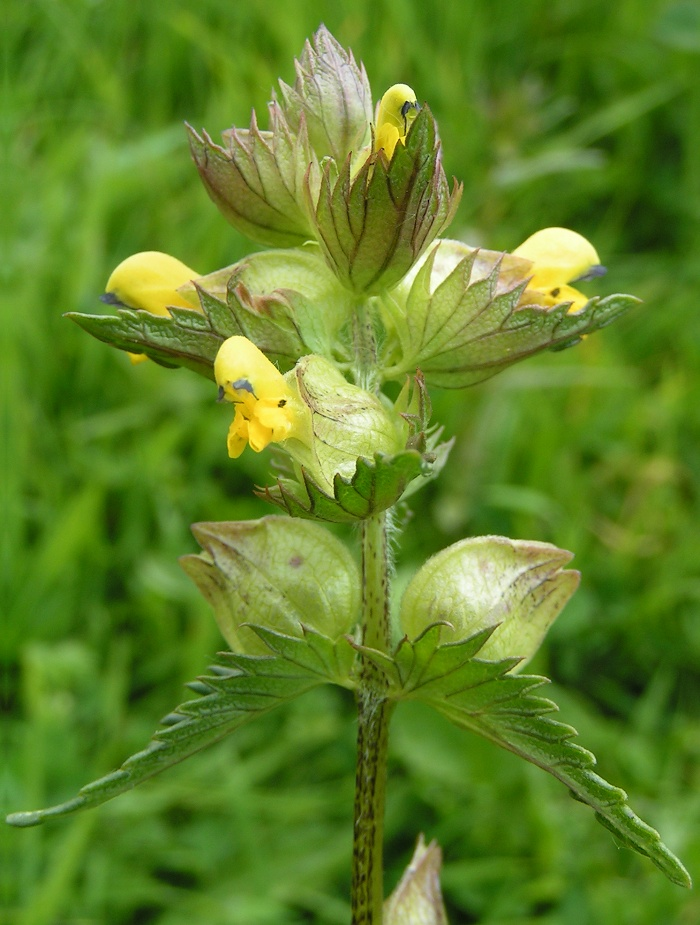
Ängsskallra

Runt sjön återfinns både skogs- och myrmark, strandäng och betesmark. Där växer klibbal, björk, gran och viden. Där återfinns växter som sjöfräken, trådstarr, bladvass, bredkaveldun, nickskära och kärrspira. Vid sjöns södra del växer slåtterblomma, kärrspira, gräsull och knagglestarr. På betad strandäng växer bland annat grönvit nattviol, slåttergubbe, blekstarr och ängsskallra.
Barkerydssjön är en viktig rastlokal för flyttande våtmarksberoende fåglar men det är även många arter som häckar i området. 
Stora delar av sjön har vuxit igen till följd av sjösänkning på 1800-talet. Åtgärder för restaurering pågår för ett än bättre fågelliv.